# Thorfinn Karlsefni

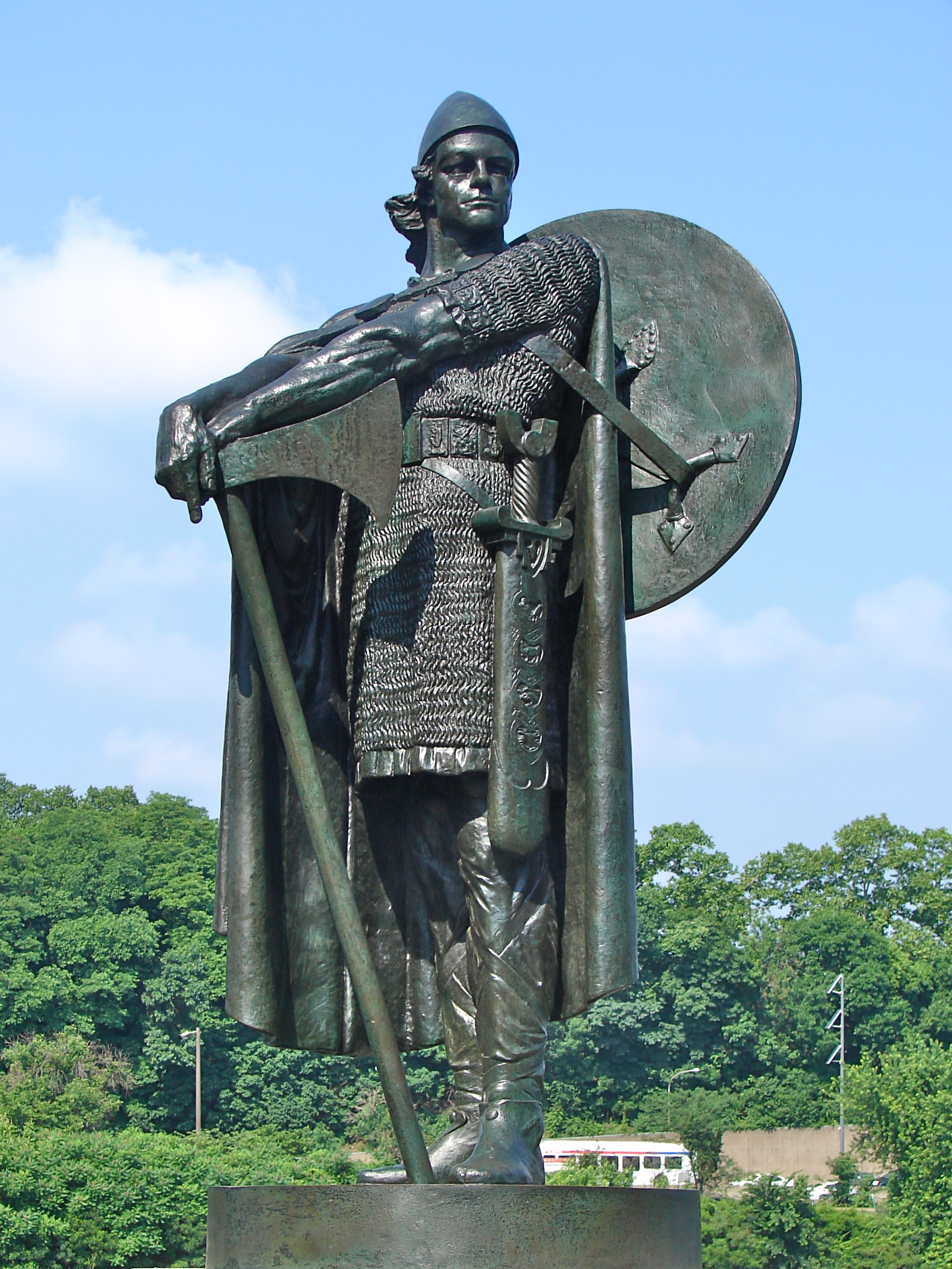
Statuia lui Thorfinn Karlsefni din Philadelphia

Thorfinn Karlsefni (în nordică veche Þorfinnr Karlsefni, în islandeză Þorfinnur Karlsefni) (n. 980 - d. cca. 1007) a fost un explorator islandez.
Potrivit Saga despre Erik cel Roșu Thorfinn a plecat din Groenlanda în anul 1004 sau 1005, cu trei nave la bordul cǎrora se aflau 160 de persoane, au debarcat în Vinland, care a fost descoperit câțiva ani mai înainte de Leif Eriksson. Localizarea exactă așezǎrilor scandinave nu este cunoscută, în ciuda descoperirii unor inscripții runice, arme scandinave, construcții și nave. Cu strugurii sălbatici menționați în saga, coloniștii s-ar putea întâlni doar la latitudinea statului american Massachusetts.
Fiul lui Torfinn, Snorri care s-a fost născut într-o toamnă, în Vinland, a fost aparent primul copil, născut în America, de părinți albi. După ample cercetǎri a acestui teritoriu timp de trei ani, tot de-atîtea ori însǎ și-au schimbat locul de iernare, din cauza atitudinii ostile a amerindienilor "Skræling". Torfinn revene în Groenlanda, probabil în 1006 sau 1007, și apoi în Islanda. Cu el a venit și fiul sǎu, Snorri, și două "skræling". Thorfinn a murit propabil după anul 1007.